# Deliathis impluviatus
Deliathis impluviatus là một loài bọ cánh cứng trong họ Cerambycidae.